# Groupe L'Occitane
Le groupe L'Occitane (L'Occitane International S.A.), est une entreprise française du secteur des cosmétiques, créée en 2000 et ayant pour origine la marque L'Occitane en Provence, elle-même lancée en 1976 par Olivier Baussan. Le groupe est né en Provence. Son siège social est situé à Genève, et l'entreprise est cotée à la bourse de Hong Kong.
L'entreprise est spécialisée dans les produits cosmétiques naturels issus de plantes cultivées en Provence, comme la lavande, la verveine ou l'huile d'olive. Ces produits sont commercialisés au travers de sa marque historique : L'Occitane en Provence. Son offre s’est élargie depuis le début des années 2000, avec son internationalisation et le rachat de marques telles que Melvita, Erborian ou Elemis. L’Occitane a également ouvert 90 spas « L’Occitane Spa » à travers une trentaine de pays.
Le groupe possède aujourd'hui environ 1 600 boutiques réparties dans 90 pays et emploie environ 9 000 salariés.

## Historique

### 1976 à 1992: fondation et développement en Provence
En 1976, Olivier Baussan, étudiant en lettres de 23 ans, distille des huiles essentielles à partir d'herbes de Provence et de plantes provençales telles que le romarin, le cade, le cèdre ou la camomille. Il vend ensuite ses créations, des bains moussants et des shampooings sur les marchés, notamment ceux de Forcalquier, Manosque et Digne'.
La même année, il s’associe au chimiste Yves Millou et crée la marque « L'Occitane », alors qu'il vendait jusqu'à présent ses produits sous la marque « Hauts de Provence ». Il ouvre l'année suivante « Au Relais de l'Occitane », premier magasin de la marque, à Manosque dans le département des Alpes-de-Haute-Provence. En 1981, la première usine « L’Occitane » ouvre à Volx, également en Provence. La première boutique parisienne est inaugurée en 1992.

### 1992 à 2001: ouverture du capital et débuts de l'internationalisation
Alors que le développement se fait principalement via des franchises, l'entreprise se retrouve à court de trésorerie à la fin des années 1980. Elle ouvre alors son capital à deux investisseurs : Natural, une filiale de la banque Indosuez et le Crédit agricole. Natural débourse alors 40 millions de francs pour acquérir 90 % du capital. À cette époque l'entreprise, qui réalise alors 8 millions d'euros de chiffre d'affaires, enregistre des pertes équivalentes à 20 % de ses ventes.
En 1994 l'Autrichien Reinold Geiger, qui a fait fortune dans le packaging cosmétique et est aujourd'hui encore l'actionnaire majoritaire du groupe L'Occitane, entre à son tour au capital. Il investit alors trois millions de dollars pour un tiers des parts de l'entreprise, mais reste dans un premier temps à l'écart de sa gestion au quotidien. Ce n'est qu'en 1997, après avoir racheté les parts de Natural, que Geiger s'implique pleinement dans l'entreprise, en en devenant le président.
Geiger lance l'entreprise sur la voie de l'internationalisation avec l'ouverture cette fois-ci de magasins en propre. Entre 1995 et 1997, les premières boutiques ouvrent à Hong Kong, New York, puis Tokyo. Pour valoriser l'origine de la marque et lui conserver son identité, il rajoute « en Provence » au nom originel « L'Occitane » et nomme Olivier Baussan directeur artistique de la marque.
En 2000, Reinold Geiger créée au Luxembourg la société L’Occitane International SA, qui devient le siège social de la holding du groupe.

### 2001 à 2010: diversification et philanthropie
En 2001, l'entreprise ouvre son premier spa au Brésil, à São Paulo. La marque de cosmétiques Couvent des Minimes est créée en 2004 en même temps qu'un établissement de spa qui adopte le même nom, dans un ancien couvent du village de Mane (Alpes-de-Haute-Provence). Elle est vendue en janvier 2017 aux laboratoires Filorga.
En 2008, L’Occitane acquiert la société ardéchoise Melvita Production, une PME de 250 salariés et détentrice de la marque Melvita.

### 2010 à 2020: introduction en bourse et marchés émergents
Le 26 avril 2010, L'Occitane devient le premier groupe français coté à la bourse de Hong Kong en ouvrant à la vente 25% de son capital. Cette introduction à la bourse de Hong Kong est motivée par le fait que 49 % des ventes sont réalisées dans la région Asie-Pacifique. L'objectif est alors de venir chercher des parts de marché supplémentaires en Asie en y accroissant sa notoriété, ainsi que de lutter contre la contrefaçon, certaines entreprises chinoises étant accusées de reprendre à leur compte les produits et l'identité de la marque.
En 2012, un nouveau laboratoire de recherche et développement spécialisé en cosmétique naturelle est inauguré à Manosque. Il comprend une équipe de 100 chercheurs et experts. L'Occitane se dote également d'une nouvelle usine au même endroit, permettant de porter sa capacité de production de 100 millions à 180 millions d'unités.
L'Occitane rachète en 2012 Erborian, une petite marque de cosmétiques coréenne créée six ans plus tôt. Le groupe crée également l'année suivante une nouvelle filiale, L'Occitane au Brésil, dans le but de faire une première entrée sur le marché sud-américain. Cela lui permet de proposer à la population brésilienne une gamme de produits en adéquation avec son pouvoir d'achat, puisque le développement sur place permet d'éviter certaines contraintes jouant à la hausse sur les prix, telles que les barrières douanières et l'interdiction d'imports de certains produits. Il revendique une production totalement issue des cultures de fleurs et cactus du pays et est destinée exclusivement à la vente au Brésil.
En 2014, le groupe L'Occitane a accepté de payer 450 000 dollars pour éviter des poursuites aux États-Unis pour publicité mensongère, ayant faussement attribué à ses crèmes des vertus amincissantes. Dans un communiqué, la Federal Trade Commission, autorité américaine de la concurrence, explique avoir validé cet accord préalablement conclu en janvier avec l'entreprise. Le groupe a plaidé l'erreur de traduction et annoncé avoir pris les mesures nécessaires pour modifier ses supports de communication après avoir payé l'amende.
En 2015, l'entreprise fait le choix de délocaliser son siège social au Luxembourg, ce qui alimente des soupçons d'optimisation fiscale,.
Le groupe L'Occitane acquiert la start-up américaine LimeLife by Alcone, à l'origine spécialisée dans le maquillage de cinéma, en 2018.
En janvier 2019, L'Occitane annonce l'acquisition du groupe britannique de produits esthétiques Elemis, leader du segment luxe des soins de la peau en Grande-Bretagne. La transaction s'élevant à 800 millions d'euros, cela en fait la plus grosse acquisition de l'histoire de L'Occitane.

### Depuis 2020
Début 2020, le groupe L'Occitane réalise 1,6 milliard d'euros de chiffre d'affaires annuel, dont 92,8% hors de France.  Il est présent dans 90 pays avec 3 486 points de vente. En octobre, à la suite de la crise économique liée à la pandémie de Covid-19, le groupe annonce la suppression de 300 emplois dans les fonctions administratives et du siège. Soixante postes sont supprimés en France au sein du laboratoire M&L, dont cinquante-quatre à Manosque et six à Paris. Grâce à un plan de sauvegarde de l'emploi et des départs ou reclassements volontaires, la direction affirme pouvoir espérer une réorganisation sans départ contraint. Fin février, le Groupe annonce qu'en raison de la diminution du marché liée à la Covid-19, sa filiale américaine L'Occitane en Provence a été placée sous le chapitre 11 de la loi sur les faillites des États-Unis.
À la suite de l'invasion de l'Ukraine, L’Occitane avait initialement décidé de maintenir ses boutiques en propre et ses sites de vente en ligne en Russie, les sanctions imposées au pays ne concernant pas le commerce de détail. Cette décision avait été prise car « on ne peut pas condamner le peuple russe qui n'est pour rien dans les décisions autocratiques du président Poutine » selon son PDG, Reinold Geiger. Néanmoins, en avril 2022, après un appel au boycott de ses produits sur les réseaux sociaux, le groupe décide finalement de fermer toutes ses activités en Russie et déclare qu’il condamne fermement cette invasion injustifiée.
En avril 2024, Bloomberg annonce le rachat imminent du groupe L'Occitane par l'américain Blackstone.

## Activités du groupe

### Marques
Le groupe L'Occitane réunit six marques de produits cosmétiques  dont L'Occitane en Provence, la marque historique et L'Occitane au Brésil, sa déclinaison sud-américaine. Les quatre autres sont issues d'entreprises dont le groupe L'Occitane a fait l'acquisition : l'ardéchoise Melvita en 2008, la coréenne Erborian en 2012, l'américaine LimeLife by Alcone en 2018 et la britannique Elemis en 2019. L'Occitane a également créé la marque Le Couvent des Minimes, revendue aux laboratoires Filorga en 2017.
Ces acquisitions lancées depuis le début des années 2000 sont faites dans un objectif de diversification et d’internationalisation du groupe. Reinold Geiger déclare en 2013 au journal Le Monde : « Dans cinq ans, je souhaiterais que “L'Occitane en Provence” ne représente pas 90 % de l'activité du groupe mais 60 %. » Lors de l'exercice fiscal de 2013, le groupe est alors présent dans 90 pays et 2364 enseignes : 92,1 % de son chiffre d'affaires est réalisé à l'étranger.
L'Occitane en Provence est la marque historique du groupe. Créée sous le nom de L'Occitane en même temps que l'entreprise éponyme en 1976, elle prend son nom actuel sous l'impulsion de Reinold Geiger, qui entend valoriser ses racines provençales alors que le groupe s'internationalise.
La société ardéchoise Melvita est créée en 1983 par Bernard Chevilliat, un biologiste et apiculteur. Sa gamme est à l'origine principalement conçue à partir des produits de la ruche, à commencer par le miel, et comprend du savon, des crèmes ou des eaux florales. La marque met en avant son respect de l’environnement en utilisant un maximum d'ingrédients naturels pour ses cosmétiques.
Le groupe L'Occitane acquiert Melvita en 2008. En 2014, Melvita emploie 275 personnes et propose 200 références autour de 900 ingrédients.
Erborian est une marque franco-coréenne de cosmétiques fondée en 2006 par Katalin Berenyi et Lee Hojung, dont la majorité du capital est acquise par le groupe L'Occitane en 2012. Erborian, dont le nom est tiré du terme « herbes d'Orient », s'inspire de la pharmacopée traditionnelle coréenne pour créer des produits hybrides, à mi-chemin entre soin et maquillage. Au moment de son acquisition, elle réalise environ 2,5 millions d'euros de chiffre d'affaires annuel.
Elemis est une marque de beauté britannique haut de gamme fondée en 1990, leader dans le segment luxe des soins de la peau en Grande-Bretagne. Elle est rachetée pour 785 millions d'euros par le groupe L'Occitane en 2019, ce qui en fait la plus grosse acquisition de son histoire.
En mars 2022, le groupe L’Occitane rachète la marque australienne Grown Alchemist, spécialisée dans les cosméceutiques et les soins de la peau haut de gamme.

### Sites de production et recherche & développement
Le groupe fabrique la quasi-totalité de ses produits L'Occitane en Provence et Melvita au travers de sa filiale Laboratoires M&L qui possède deux usines en France, à Manosque et à Lagorce. Une troisième usine située au Brésil fabrique les produits vendus sous la marque L'Occitane au Brésil. La fabrication des produits des autres marques du groupe est sous-traitée[source secondaire nécessaire].
Parmi les initiatives d’écoconception, en 2019, L'Occitane lance en partenariat avec Loop Industries un programme visant à ne proposer que des emballages en polyéthylène téréphtalate (PET) recyclé d'ici à 2025, en parallèle de son programme d’éco-recharges et de recylage en boutique.

### Engagements

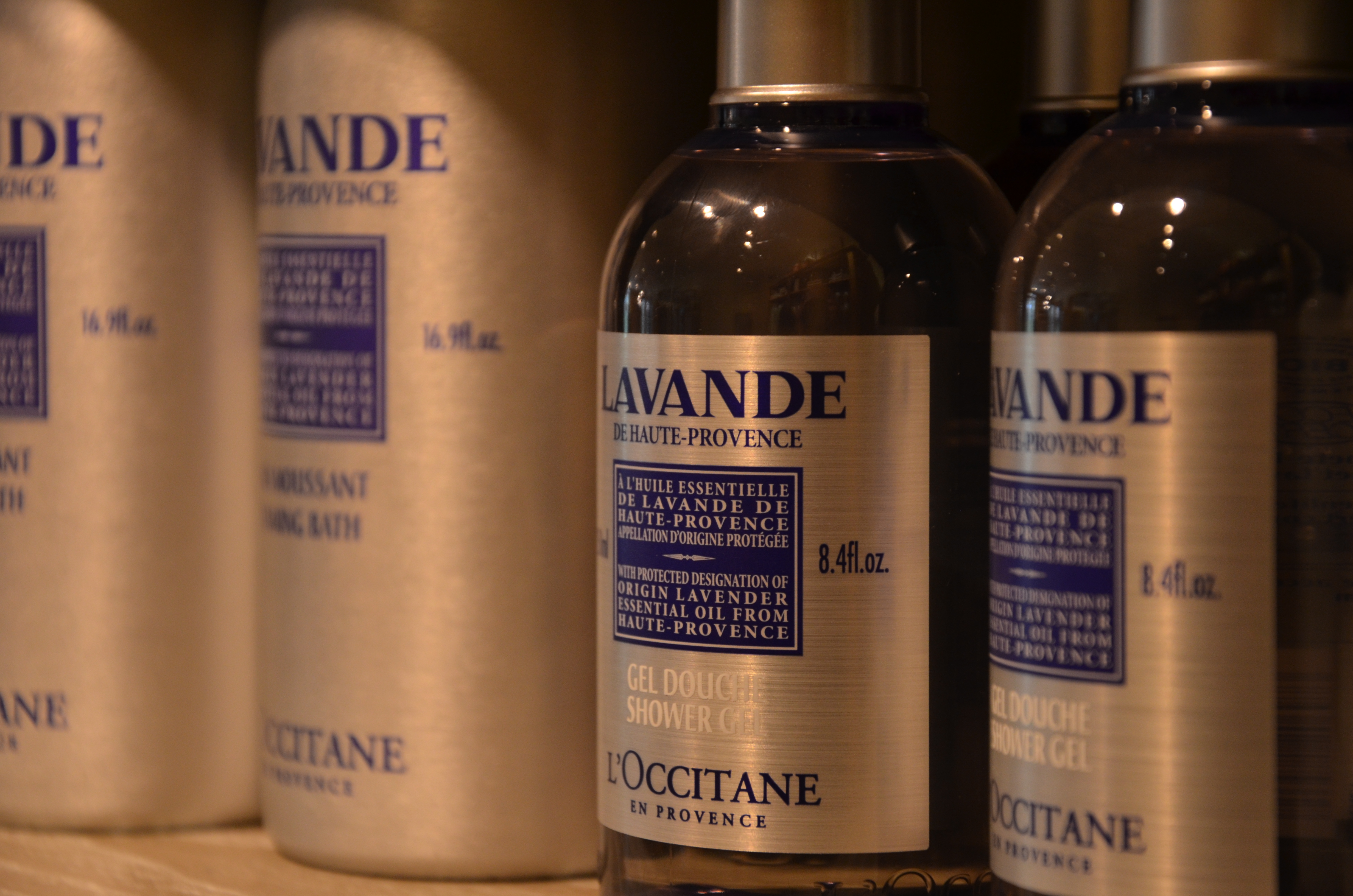
Essence de lavande et huile essentielle de lavande AOC l'Occitane

Le groupe commercialise des produits dits « solidaires » et a signé un partenariat avec Dons Solidaires lui permettant de valoriser ses invendus en les donnant à des associations.
L'entreprise se lance dans ses premières activités caritatives dans les années 1980, en signant des partenariats équitables avec des producteurs de savon à base de pourghère au Cap-Vert. La fondation L'Occitane soutient des initiatives visant à valoriser et protéger la biodiversité, en particulier en Provence et dans le bassin méditerranéen ; elle a à ce titre signé un partenariat avec le Comité français de l'UICN.
À partir de la seconde moitié du XXe siècle, l'émergence de nouveaux consommateurs dits « écologiques » entraîne une demande croissante de karité dans le domaine de la cosmétique « naturelle » ce qui pousse l'industrie du secteur à se lancer dans le commerce équitable. En 2001, l'UNIFEM négocie un contrat avec le groupe pour qu'il s'approvisionne auprès de femmes burkinabés productrices de beurre de karité. À titre indicatif, en 2011, le prix local d’un kilo de beurre brut varie entre 30 centimes et 1,5 euro ; en France, l'enseigne vend entre 17 et 33 euros les 200 millilitres de beurre brut. En 2013, le PNUD salue les actions de L'Occitane impliquant les producteurs locaux, préservant les compétences traditionnelles et juge son modèle économique parmi « les plus innovants et inclusifs en Afrique ».

### Sponsoring
En 2020, le groupe investit le milieu du sport, en particulier celui des courses de voile. Le bateau L'Occitane en Provence du skipper français Armel Tripon participe ainsi à la Vendée-Arctique-Les Sables-d'Olonne 2020 et au Vendée Globe 2020-2021.
En février 2023, la Team Banque Populaire annonce se séparer de Clarisse Crémer, qu’elle avait sponsorisée pour sa participation au Vendée Globe en 2020-2021. La raison invoquée est la maternité de la navigatrice, qui avait accouché en novembre 2022. Le sponsor craignait, les règles du Vendée Globe ayant été modifiées pour l’édition 2024, qu’elle ne puisse parcourir un nombre minimal de courses dans le circuit officiel IMOCA pour se qualifier pour la course.
Clarisse Crémer annonce finalement en avril 2023 sa participation au Vendée Globe 2024-2025, à la suite de la signature d’un partenariat avec le groupe L’Occitane. Elle prend alors les commandes de son IMOCA, avec le soutien d’Alex Thomson, qui avait récemment racheté le bateau.

## Données économiques et financières
Pour l'année fiscale 2020, le groupe L'Occitane déclare 1 644,1 millions d'euros de ventes nettes, en croissance de 12,8 %, pour un bénéfice opérationnel de 187,3 millions d'euros.

### Chiffre d'affaires et résultat net
Les résultats financiers du groupe L’Occitane de 2017 à 2020 sont,, :
| Année                         | 2017    | 2018    | 2019    | 2020    |
| ----------------------------- | ------- | ------- | ------- | ------- |
| Chiffre d'affaires (en M€)    | 1 323,2 | 1 319,4 | 1 426,9 | 1 644,1 |
| - dont L'Occitane en Provence |         | 1 210,6 | 1 247,2 | 1 295,2 |
| - dont Elemis                 | -       | -       | -       | 165,8   |
| - dont LimeLife               | -       | 19,2    | 83,8    | 84,8    |
| - dont autres marques         |         | 89,6    | 95,9    | 98,3    |
| Résultat net (en M€)          | 132,4   | 96,5    | 117,6   | 115,2   |

| CA par pays (en M€)        | 2017  | 2018  | 2019  | 2020  |
| -------------------------- | ----- | ----- | ----- | ----- |
| États-Unis                 | 171,2 | 172,2 | 232,4 | 295,8 |
| Japon                      | 238,8 | 218,9 | 222,2 | 231,9 |
| Chine                      | 139   | 159,1 | 178,1 | 197,2 |
| Royaume-Uni                | 64,8  | 59,8  | 60,7  | 160,8 |
| Hong Kong                  | 124,3 | 124,6 | 137   | 124,8 |
| France                     | 100,5 | 102,2 | 103   | 104,1 |
| Russie                     | 49    | 50,5  | 51,2  | 58,7  |
| Brésil                     | 56,5  | 60,2  | 57,6  | 57,6  |
| Taïwan                     | 41,4  | 39,4  | 38,2  | 41    |
| Autres zones géographiques | 337,5 | 332,4 | 346,7 | 372,2 |

### Actionnaires
Les données présentes dans ce tableau sont à jour en date du 15 octobre 2020.
| Nom                                                  | Actions       | %      |
| Reinold Geiger                                       | 1 079 698 391 | 73,1 % |
| ACATIS Investment Kapitalverwaltungsgesellschaft mbH | 104 000 000   | 7,04 % |
| L'Occitane International S.A.                        | 15 232 370    | 1,03 % |
| Global Alpha Capital Management                      | 15 104 501    | 1,02 % |
| William Blair Investment Management LLC              | 15 103 250    | 1,02 % |
| The Vanguard Group, Inc.                             | 11 841 614    | 0,80 % |
| Pictet Asset Management SA                           | 10 223 568    | 0,69 % |
| Norges Bank Investment Management                    | 8 863 489     | 0,60 % |
| HSBC Global Asset Management (Hong Kong) Ltd.        | 8 275 223     | 0,56 % |
| Lombard Odier Asset Management (Europe) Ltd.         | 6 820 000     | 0,46 % |